# Рока ди Бонифачо (Фрозиноне)
Рока ди Бонифачо је насеље у Италији у округу Фрозиноне, региону Лацио.
Према процени из 2011. у насељу је живело 42 становника. Насеље се налази на надморској висини од 717 м.